# Twostep
Twostep är en pardans från början av 1800-talet . Den dansas fortfarande men är ovanlig. Till Sverige kom den 1910.
I twostep är rytmen slow, quick, quick eller quick, quick, slow. Det blir i det närmaste samma dans om man dansar slow, quick, quick eller quick, quick, slow. Källan baalsaal kallar twostep med slow, quick, quick för Twostep-Walzer och en engelskspråkig källa kallar twostep med quick, quick, slow för two-step waltz. I båda fallen samlar man fötterna efter de två quick-stegen. Jämför detta med foxtrot, som har rytmen slow, slow, quick, quick.
Dansen twostep var under 1800-talet en reaktion på vals, speciellt wienervals med dess eviga snurrande. Därför dansade man twostep under 1800-talet helt utan vändningssteg. I ovannämnda engelskspråkig källa skriver man om twostep utan vändningssteg där kavaljeren går tre steg snett framåt vänster med rytmen quick, quick, slow och stegen vänster, höger, vänster. Därefter tre steg framåt höger quick, quick, slow och höger, vänster, höger. Damen går på motsvarande sett snett bakåt i ena och andra riktningen. Så dansar man hela dansbanan/danssalen runt. De två sneda riktningarna bildar en sicksacklinje men med öppna vinklar. Detta gäller alltså 1800-talet. Senare finns ingen begränsning till dans utan vändningssteg.

En källa anger att twostep har rötter i Tyskland och Ungern men också i Mexiko men räknas som en dans med ursprung i USA.
Twostep kan dansas även med andra rytmer, se Baalsaal och engelskspråkiga wikipedia.